# Acacia uliginosa
Acacia uliginosa é uma espécie de leguminosa do gênero Acacia, pertencente à família Fabaceae.